# Geoblocking
Geoblocking is het blokkeren of beperken van de toegang tot websites, apps en andere internetcontent in functie van de geografische locatie van de gebruikers. Vooral in commerciële toepassingen is het gangbaar klanten geografisch te segmenteren. Tussen lidstaten van de Europese Unie is geoblocking sinds 3 december 2018 niet langer toegestaan, al gelden er uitzonderingen op belangrijke domeinen (bv. audiovisuele en financiële diensten).

## Technieken
Vaak is opgave van het gebruikersadres gewoon verplicht bij registratie (aanmaak van een account). Daarnaast en als controle laten verschillende geolocatietechnieken toe te bepalen waar de gebruiker zich bevindt. Het IP-adres linkt de gebruiker aan een internetprovider en diens bereik (zie autonoom systeem). Meer gesofisticeerde geolocatiesoftware kan de stad en straat van de gebruiker achterhalen. Ook cookies worden hiervoor gebruikt. Een andere techniek is het meten hoelang een signaal onderweg is. 
Vervolgens krijgt de gebruiker op basis van zijn locatie bepaalde restricties opgelegd. Hij krijgt geen toegang of wordt doorgeleid naar een andere website met een ander aanbod en prijzen. Voor het omzeilen van dergelijke restricties wordt soms anoniem gesurft, bijvoorbeeld via VPN's. Echter worden de vpn IP-adressen vaak ook geblokkeerd door desbetreffende dienst waardoor de afgelopen jaren een soort kat-en-muis-spelletje tussen bijvoorbeeld streamingdiensten en VPN-providers is losgebarsten.

## Europese regeling
Een Europese verordening van 2018 regelt geoblocking en andere vormen van geografische discriminatie online. 
De regeling rond geoblocking moet worden gezien binnen de context van de Gemeenschappelijke Digitale Markt en van de Europese interne markt in het algemeen, die reeds een verbod van discriminatie op grond van nationaliteit omvatte. Dit verbod is verder uitgewerkt in de Dienstenrichtlijn van 2006 en in de Geoblockingverordening.

### Toepassingsgebied
De Geoblockingverordening is enkel van toepassing in de verhouding handelaar-consument (b2c) en dus niét in b2b-verhoudingen. Van Geoblocking is sprake "wanneer handelaren die in een lidstaat opereren, de toegang tot hun online-interfaces, zoals websites en apps, blokkeren of beperken voor klanten uit andere lidstaten die grensoverschrijdende transacties wensen te verrichten" of "bepaalde handelaren voor deze klanten uit andere lidstaten verschillende algemene toegangsvoorwaarden hanteren voor de toegang tot hun goederen en diensten, zowel online als offline".

#### Uitgesloten sectoren
Op een aantal sectoren is de verordening niet van toepassing: financiële diensten, telecom, gezondheidszorg, gokken, audiovisuele diensten, vervoer, enz. Voor het personenvervoer waren eerder al regelingen uitgewerkt rond non-discriminatie, die mogelijk ook geoblocking impliciet aan banden leggen. Voor de luchtvaart gebeurde dit in 2008, voor de scheepvaart in 2010, en voor het busvervoer in 2011. Noch de nationaliteit van de passagiers, noch de vestigingsplaats van de verkoper mag in principe leiden tot onderscheid in voorwaarden en tarieven.
Deze uitsluitingen vormen een aanzienlijke uitholling van de Geoblockingverordening.

### Verbod
Blokkeren, beperken van toegang en doorgeleiden zijn verboden, tenzij wanneer wettelijk voorgeschreven. Handelaars behouden de mogelijkheid om verschillende versies van een website te creëren met eigen prijzen en talen, maar ze moeten gedogen dat consumenten grensoverschrijdend shoppen op de 'verkeerde' website. Inzake betaalmiddelen mag geen onderscheid gemaakt worden naar plaats of nationaliteit: een handelaar die overschrijvingen aanvaardt uit eigen land, moet dat ook doen uit andere landen. Verkopers mogen zelf het gebied omschrijven waarbinnen ze goederen wensen te leveren, maar klanten die een leveringsadres kiezen binnen dat gebied mogen ze niet weigeren op grond van nationaliteit of woonplaats. Voor het elektronisch leveren van diensten mogen zelfs helemaal geen onderscheidende voorwaarden worden gebruikt, uitgezonderd als het gaat over auteursrechtelijk of anderszins beschermd materiaal. Deze bepaling geldt dus voor zaken als clouddiensten en webhosting, maar niet voor streaming, e-boeken, computerspelen... Diensten die fysiek af te nemen zijn in een andere lidstaat (bv. hotelverblijf, autohuur, concerten), moeten ongeacht woonplaats of nationaliteit toegankelijk zijn aan dezelfde voorwaarden.